# Patrick Reichel
Patrick Reichel (* 16. März 1984 in Wuppertal) ist ein deutscher Schauspieler, der durch seine Rolle als Ulme in der Realverfilmung von Wickie und die starken Männer national bekannt wurde.

## Karriere
2008 nahm er Stunttraining in München. Danach folgten ein Comedy Workshop in Köln und ein Acting Workshop in Los Angeles im gleichen Jahr. Ab 2011 nahm er Schauspielunterricht am Schauspielstudio in Köln.
2008 war er in der Casting-Show Bully sucht die starken Männer von Bully Herbig zu sehen. Dort bewarb er sich für die Rolle des Ulme, des Barden des Dorfes Flake. Letztendlich erhielt er die Rolle und verkörperte diese 2009 in Wickie und die starken Männer und 2011 in Wickie auf großer Fahrt.
2013 war er in zwei Folgen der Fernsehserie Familie Dr. Kleist zu sehen.

## Filmographie
- 2008: Bully sucht die starken Männer
- 2009: Wickie und die starken Männer
- 2010: Jella Bella
- 2011: Wickie auf großer Fahrt
- 2013: Familie Dr. Kleist (Fernsehserie, zwei Folgen)

## Auszeichnungen
- 2009: Deutscher Comedypreis für die Erfolgreichste deutsche Filmkomödie Wickie und die starken Männer[1]